# Кастильоне дела Пеская
Кастильòне дела Пескàя (на италиански: Castiglione della Pescaia), или просто Кастильоне, е пристанищно градче и община на брега на Тиренско море в централна Италия, провинция Гросето, регион Тоскана, с население от 7359 жители (към 31 декември 2014). Възникнало е около средновековна крепост (итал. castello) край богат на риба район (итал. pescaia).
Кастильоне привлича туристи от цял свят. Особено посещаван е резервата Диаца Ботрона, който е обиталище на редки водни птици, например фламинго. За опазването на природата се прилагат грижи, за да се избегне индустриалната комерсиализация на туризма.

## История
Първите обитатели на това място вероятно са умбрийците и етруските, но първото селище се споменава едва през римско време под името Салеброне. То възниква на хълма на десния бряг край устието на река Бруна, която образува обширно солено езеро, споменавано от Катул и Цицерон под името Lacus Prelius. Морето осигурява храната (риболов) и търговията (сол) на местното население. През Следновековието обаче селището страда от непрекъснатите набези на пирати, но през 9 век отново зарочва да се развива под днешното си име, благодарение на закрилата, която получава от Папската държава и Република Пиза. Пиза използва Кастильоне като ключов елемент в отбранителната си система на Тиренското крайбрежие. Отначало е построена една кула на хълма, но по-късно укрепленията се разширяват до три кули, свързани с крепостни стени, и те стават ядрото на цитаделата. Трите кули и до днес се издигат на хълма над града.
През 13 век Кастильоне става независима комуна. Междувременно устието на реката се заблатява и населението започва да страда от малария.
След окончателното покоряване на Пиза от Флоренция (1406 г.) Кастильоне търси закрила от Сиена, Медичите и Арагон, докато накрая не става част Великото херцогство Тоскана на династията Лотаринги. Великият херцог на Тоскана Леополд ІІ предприема кампания по изграждането на система от канали за оттичане на блатата, но работата е преустановена и природата отново завзема предишните си позиции чак до времето на Мусолини, когато е използван трудът на политзатворници и бедни ветерани от войните.
След обединението на Италия в 1859 г. Кастильоне става община в провинцията Гросето.

## Забележителности
- Замъкът Кастильоне дела Пеская датира от 10 век, когато на мястото е построена наблюдателна кула. По време на арагонската власт кулата е разширена до истинска крепост, реконструирана от Козимо І де Медичи. По-късно тя става собственост на Лотарингите и е напълно реставрирана в началото на 20 век като частна резиденция, каквато е и до днес (не се посещава).

На около 25 km североизточно от Кастильоне дела Пеская се намира древната Ветулония, град от времето на етруските, който след 600 г. пр.н.е. е част от етруския Съюз на дванадесетте града.
Според Дионисий от Халикарнас през 7 в. пр.н.е. градът влиза в Латинския съюз, насочен срещу Рим. Силий Италик (Punica VIII.485ff) смята, че именно от Ветулония римляните заемат магистратските си инсигнии:
- ·Ликторските фасции – сноп пръчки, привързан с ремъци, в който се поставя и секира, завързана с червена лента. Снопът пръчки символизира силата на обединението. Секирата е знак за военните прерогативи на ликтора – да изпълнява телесни и смъртни наказания.
- Курулския стол·(sella curulis), сгъваем стол с дъгообразно извити крака във формата на буквата „х“, един от отличителните знаци на висшите сановници в Древен Рим.

В началото на 19 век е разкрит некропол с над 1000 гробници, две от които впечатляват с монументалност и богати находки, свидетелстващи за значимостта на ветулонския елит. В една от гробниците през 1898 г. е намерен сноп от железни пръчки с двуостра брадва в средата, а на надгробна плоча – изображение на фасции.
Вероятно от 6 – 5 век пр.н.е. са циклопските стени, чийто размер свидетелства за политическата и търговската значимост на Ветулония, славеща се със своите ювелири. По времето на римското владичество обаче градът запада, а населението страда от малария.
Малко се знае за историята на средновековния град, но до средата на 13 век той е владение на абатите от близкия манастир Сан Бартоломео от Сестиня, а по-късно – на лотарингските фамилии от Буриано. В 1323 г. е част от комуната Маса Маритима, но 9 години по-късно преминава към Сиена. В средата на 16 век е в границите на Великото херцогство Тоскана.
Античният град е идентифициран едва през 1881 г. и в 1887 г. с кралски декрет е наречен Ветулония.
- Природният резерват Диаца Ботрона в Марема е разположен между Кастильоне дела Пеская и Гросето и заема над 1000 хектара площ. Създаден е след пресушаването на езерото Прельо по време на дренажните дейности, разпоредени от Великите херцози на Тоскана през 18 век за преодоляване на маларията.

В днешно време резерватът е зона от международно значение. Достъпът е безплатен и с телескоп могат да се наблюдават различни видове птици (ястреби, чапли, диви гъски и патици), както и бозайници (лисици, язовци, таралежи), земноводни и влечуги. Това е една от малкото области на Италия, където живее птицата фламинго.
Модерен мултимедиен музей е уреден в Каса роса Ксименес – съоръжение от шлюзове за отводняване на езерото. Сградата е построена през 1767 – 68 г. и е наречена на името на математика, астроном, географ и инженер Леонардо Ксименес, на когото Великият херцог Леополд ІІ поверява работите по рекултивирането на блатистите земи.

## Известни личности
Починали в Кастильоне дела Пеская
- Карло Фрутеро (1926 – 2012), писател